# Pietro Chiarini
Pietro Chiarini (1717? Brescia – 1765? Cremona) byl italský hudební skladatel.

## Život
V letech 1738–1744 žil v Benátkách, kde uvedl čtyři opery a oratorium. Později odešel do Cremony, kde bylo provedeno jeho intermezzo La donna dottor. V roce 1756 byl jmenován kapelníkem cremonského dvorního orchestru.
Někteří autoři spekulují, že opera Il geloso schernito, připisovaná Pergolesimu, je ve skutečnosti dílem Pietra Chiariho.

## Dílo

### Opery
- Argenide (libreto Alvise Giusti, opera seria, 1738, Benátky, Teatro San Angelo)
- Arianna e Teseo (opera seria, 1739, Brescia, Teatro dell'Accademia degli Erranti)
- L'Issipile (libreto Pietro Metastasio, opera seria, 1740, Brescia, Teatro dell'Accademia degli Erranti)
- Il finto pazzo (libreto Carlo Goldoni, intermezzo, 1741, Benátky, Teatro San Samuele)
- Achille in Sciro (libreto Pietro Metastasio, opera seria, 1739, Benátky, Teatro San Angelo)
- Artaserse (libreto Pietro Metastasio, opera seria, 1741, Verona, Teatro Filarmonico di Verona)
- Statira (libreto Carlo Goldoni, opera seria, 1741, Teatro San Samuele, Benátky)
- Amor fa l'uomo cieco (libreto Carlo Goldoni, intermezzo, 1742, Janov Teatro Sant’Agostino)
- Il Ciro riconosciuto (libreto Pietro Metastasio, opera seria, 1743, Verona, Teatro Filarmonico)
- I fratelli riconosciuti (opera seria, 1743, Verona, Teatro Filarmonico)
- Meride e Salimunte (libreto Apostolo Zeno, opera seria, 1744, Benátky, Teatro Malibran)
- Alessandro nelle Indie (libreto Pietro Metastasio, opera seria, 1744, Verona)
- Il geloso schernito (libreto Giovanni Bertati, intermezzo, 1746, Benátky, Teatro San Moisè)
- La Didone abbandonata (libreto Pietro Metastasio, opera seria, 1748, Brescia, Teatro dell'Accademia degli Erranti)
- La donna dottoressa (intermezzo, 1754, Cremona)
- Ezio (libreto Pietro Metastasio, opera seria, 1757, Cremona)

### Oratoria
- Isacco figura del redentore (libreto Pietro Metastasio; 1742, Genua, S Filippo Neri)
- Per la festività del SS Natale (libreto Pietro Metastasio; 1744, Benátky, S Maria della Fava)

### Další díla
- Se alla mia fè non credi (árie)
- Sonáta in G pro klávesový nástroj
- Sonáta pro varhany
- Sinfonia pro dvoje housle, violu, dva hoboje, dva lesní rohy a basso continuo